# Irma Vep (mini-série)
Cet article concerne la mini-série télévisée. Pour le film d'Olivier Assayas, voir Irma Vep.
Irma Vep est une mini-série télévisée américano-française en 8 épisodes d'environ 56 minutes, créée, réalisée et écrite par Olivier Assayas et diffusée entre le 5 juin et le 25 juillet 2022 sur HBO.
Il s'agit d'une adaptation du film français du même titre (1996), également réalisé et écrit par Assayas. Comme le film original, la série suit une équipe de tournage travaillant sur un remake du film muet Les Vampires (1915) de Louis Feuillade. Son titre fait référence au nom du personnage principal du film muet qui était interprété par l'actrice et réalisatrice française Musidora.
Au Canada et au Québec, elle a été diffusée en simultanée sur le service Crave. En France et en Belgique, elle a été diffusée entre le 6 juin et le 26 juillet 2022 sur OCS City et Be 1, respectivement. La série alternant entre dialogues en anglais et en français, elle n'a pas été doublée lors de sa diffusion initiale.

## Synopsis
Mira Harberg est une actrice américaine connue principalement pour ses rôles dans des blockbuster. Alors qu'elle se remet de sa rupture avec son ancienne assistante, Laurie, et qu'elle vient de terminer la promotion de son dernier film de super-héros, elle arrive en France pour jouer le rôle d'Irma Vep dans le remake du film muet français Les Vampires (1915) de Louis Feuillade.
Alors qu'elle commence à se perdre entre son personnage et elle-même, la production du film est touchée par plusieurs déboires.

## Distribution

### Acteurs principaux
- Alicia Vikander (VF : Ingrid Donnadieu) : Mira Harberg / Musidora (épisodes 5 et 6)
- Vincent Macaigne : René Vidal / Louis Feuillade (épisodes 5 et 6)

### Acteurs secondaires récurrents
- Adria Arjona (VF : Emmylou Homs) : Laurie
- Byron Bowers (en) (VF : Ismaël Isma) : Herman
- Jeanne Balibar : Zoe
- Vincent Lacoste : Edmond Lagrange
- Nora Hamzawi : Carla / l'assistante de Louis Feuillade (épisodes 5 et 6)
- Hippolyte Girardot : Robert Danjou / Jean Ayme (épisode 5)
- Devon Ross (VF : Jessica Monceau) : Regina
- Alex Descas : Grégory Desormeaux
- Antoine Reinartz : Jérémie
- Carrie Brownstein : Zelda
- Lars Eidinger (VF : Pierre Tessier) : Gottfried / Fernand Herrmann (épisode 6)
- Tom Sturridge (VF : Rémi Caillebot) : Eamonn
- Pascal Greggory : Gautier Parcheminerie
- Fala Chen (VF : Lydia Cherton) : Cynthia Keng
- Dominique Reymond : la thérapeute de René

### Acteurs secondaires invités
- Sigrid Bouaziz : Séverine (épisodes 1 et 2)
- Vivian Wu (VF : Laurence Dourlens) : Jade Lee (épisodes 4 et 7)
- Lou Lampros : Galatée / Louise Lagrange (épisode 8)

### Acteurs invités
- Angelin Preljocaj : le chorégraphe de plateau (5 épisodes)
- Alexandre Steiger : Jules (4 épisodes)
- Valérie Bonneton : la PR française de Mira (épisodes 1 et 2)
- Nathalie Richard : Ondine (épisode 3)
- Élizabeth Mazev : Musidora en 1947 (épisode 3)
- Jean-Luc Vincent : le présentateur télé en 1947 (épisode 3)
- Calypso Valois : la petite amie d'Edmond (épisode 5)
- Denis Podalydès : le préfet de police (épisode 5)
- Maya Persaud : Sandra (épisodes 5 et 6)
- Maya Sansa : la femme de Grégory (épisode 6)
- Mehdi Djaadi et Arthur Nauzyciel : des médecins (épisode 6)
- Jérôme Commandeur : Angus (épisodes 6 et 8)
- Jess Liaudin : Satanas (épisodes 6 et 8)
- Stéphane Roger : l'agent de René (épisode 6)
- Yaseen Aroussi : Lyle (épisode 6)
- Stefan Bohne : Thor (épisode 7)
- Bertrand Pazos : Sacha Guitry (épisode 7)
- Laurent Papot : Albert Willemetz (épisode 7)
- Kristen Stewart (VF : Noémie Orphelin) : Lianna (épisode 8)
- Mélodie Richard : Aurélia (épisode 8)
- Maud Wyler : Rebekah (épisode 8)
- Jean-Christophe Folly : le professeur de théâtre (épisode 8)
- Panayotis Pascot : un producteur (épisode 8)
- Aude Pépin : la femme de René (voix - épisode 8)

 Source et légende : version française (VF) sur RS Doublage

## Production

### Développement
En mai 2020, Olivier Assayas commence à développer une adaptation de son film de 1996 Irma Vep. En décembre de la même année, la chaîne américaine HBO passe officiellement la commande du projet sous forme de mini-série avec Assayas à l'écriture et à la réalisation de tous les épisodes. Parallèlement, l'actrice suédoise Alicia Vikander signe pour le rôle titre.
En juillet 2021, Adria Arjona, Carrie Brownstein, Jerrod Carmichael, Fala Chen et Devon Ross rejoignent la distribution. En août, Byron Bowers et Tom Sturridge sont engagés, Sturridge remplaçant Carmichael dans le rôle d'Eamonn à la suite d'un conflit d'emplois du temps. En fin d'année, Vincent Macaigne,  Jeanne Balibar, Lars Eidinger, Vincent Lacoste, Hippolyte Girardot, Alex Descas, Nora Hamzawi et Antoine Reinartz viennent compléter la distribution. Lors d'une interview avec The New Yorker, Kristen Stewart dévoile qu'elle apparaît dans un petit rôle.

### Fiche technique
Sauf indication contraire, les informations mentionnées dans cette section peuvent être confirmées par la base de données cinématographiques IMDb,  présente dans la section « Liens externes ».
- Titre original : Irma Vep
- Création, réalisation et scénario : Olivier Assayas
- Casting : Antoinette Boulat et Anaïs Duran
- Décors : François-Renaud Labarthe
- Costumes : Jürgen Doering (costumes de la série) et Nicolas Ghesquière (costume d'Irma Vep)
- Photographie : Yorick Le Saux et Denis Lenoir
- Montage : Marion Monnier
- Musique : Thurston Moore
- Production : Jes Anderson
- Production déléguée : Olivier Assayas, Alicia Vikander, Ravi Nandan, Hallie Sekoff, Stuart Manashil, Kevin Turen, Ashley Levinson, Sam Levinson, Sylvie Barthet et Daniel Delume
- Sociétés de production : A24 Television, The Reasonable Bunch, Little Lamb et Vortex Sutra
- Société de distribution : Warner Bros. Television Distribution
- Pays d’origine :  États-Unis,  France
- Langue originale : anglais et français
- Format : couleur - 1080p (HDTV) / 2160p (4K UHD) - Dolby Digital 5.1
- Genre : Drame
- Durée : 46-56 minutes

## Épisodes
1. La Tête coupée (The Severed Head)
2. La Bague qui tue (The Ring that Kills)
3. L'Évasion du mort (Dead Man's Escape)
4. L'Homme des poisons (The Poisoner)
5. Les Yeux qui fascinent (Hypnotic Eyes)
6. Le Maître de la foudre (The Thunder Master)
7. Le Spectre / Satanas[note 1] (The Spectre)
8. Les Noces sanglantes (The Terrible Wedding)